# Volkswagens historia under 1930-talet
Volkswagens historia

1930-talet | 1940-talet | 1950-talet | 1960-talet | 1970-talet | 1980-talet | 1990-talet | 2000-talet | 2010-talet
Volkswagens historia under 1930-talet.

## Start

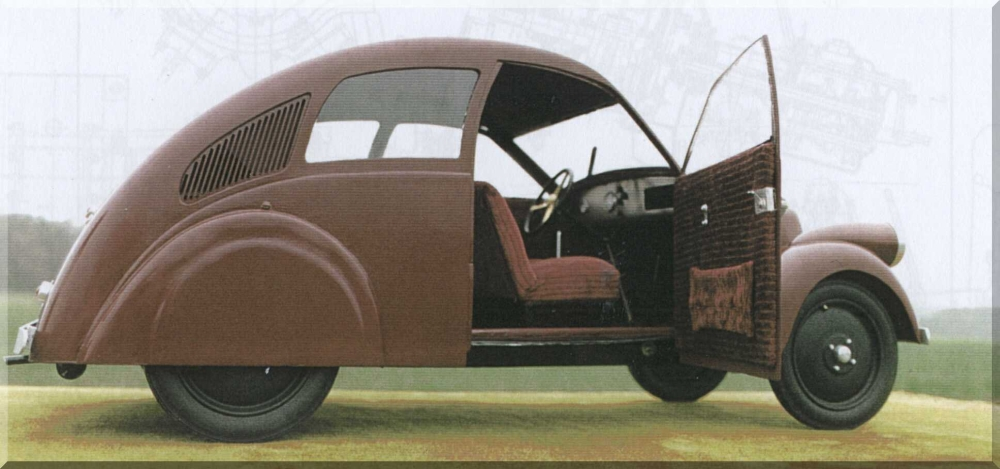
Porsche Type 12, 1931. Byggd av Zündapp

Idén om en folkvagn går långt tillbaka i tiden, till idéer förverkligade redan under 1910-talet,  av framför allt Henry Ford. Framgången med modell T lockade andra konstruktörer och 1925 skapades ett koncept om en folkbil av Béla Barényi. Tatraverken i Tjeckoslovakien tog fram en mycket lik konstruktion i sin Tatra 97. Ferdinand Porsche lade fram sina planer och idéer om en folkbil för flera tillverkare, bland annat Zündapp och NSU, vilka tillverkade motorcyklar och som ville tillverka bilar. NSU/Porsche prototyp 32 hade en motor på 1470 cm³, med en effekt av 28 hk. Första provtur skedde 27 juli 1934. Av olika anledningar blev samarbetsprojekten aldrig genomförda. 
Startskottet för utvecklingen av Volkswagen Typ 1 kom då Ferdinand Porsche gavs uppdraget av Adolf Hitler att konstruera en bil för det tyska folket. 7 mars 1934 talade Hitler vid öppnandet av den internationella bilutställningen i Berlin om byggandet av en bil för den breda tysk befolkningen. Historien började om på nytt 1934, då Porsche den 17 januari presenterade sin exposé för det dåvarande tyska trafikministeriet. I sin redogörelse lade Porsche stor vikt vid att bilen skulle vara en pålitlig bruksbil, den skulle vara lätt att hantera och vara en förhållandevis lätt konstruktion. I Porsches programförklaring talade han om vad bilen skulle vara och inte fick vara.
| ”                                                                | En folkbil får inte bli någon småbil med små dimensioner med relativt hög vikt och därmed begränsad livslängd utan skall i stället vara en bruksbil med normala dimensioner med relativt låg vikt, vilket bör eftersträvas genom ett i grunden nytt förfarande | „ |
| – Ferdinand Porsche i programförklaringen kring sin folkbil 1934 | |   |

22 juni 1934 undertecknades ett avtal, som innebar, att Porsches företag i Stuttgart-Zuffenhausen inom 10 månader skulle ha den första prototypen färdig. 

### Bilens specifikationer
- Spårvidd: 1 200 mm
- Hjulbas:  2 500 mm
- Max. effekt: 26 hk
- Max. varvtal: 3 500 varv/min.
- Vikt: 650 kg.
- Försäljningspris: 1 550 riksmark
- Toppfart: 100 km/tim.
- Backtagningsförmåga: 30 %
- Bränsleförbrukning: 0,8 l/mil
- Konstruktionsprincip: separat hjulupphängning, pendelaxlar.

### Ferdinand Porsche

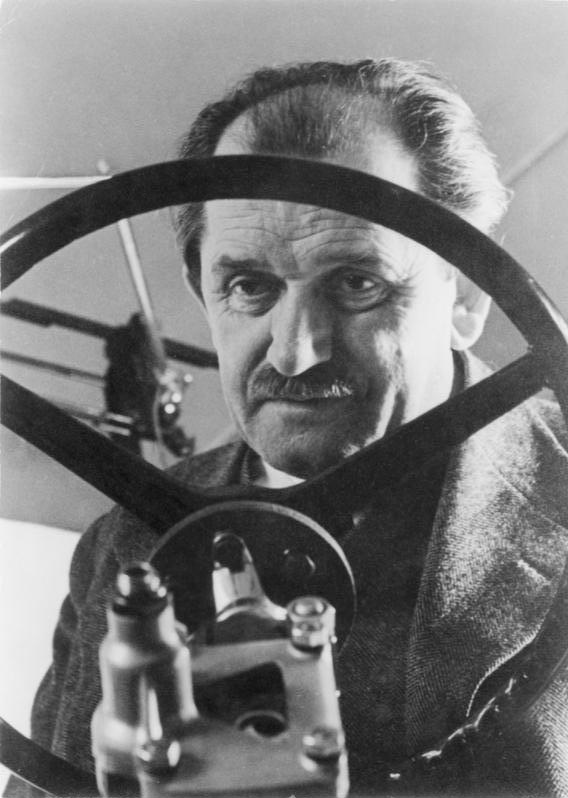
Ferdinand Porsche

Ferdinand Porsche var konstrukturen födde idén om en "folkbil" som alla kunde ha råd att äga. Han föddes i norra delen av Tjeckien, som på den tiden fortfarande var en del av Österrike-Ungern. Fadern Anton hade ett eget plåtslageri, och där arbetade Ferdinand samtidigt som han studerade elteknik. 1898 fick han anställning hos firman Lohners, som tillverkade vagnar. redan vid den tidpunkten insåg man att hästens tidevarv var på väg att försvinna, och att den var på väg att ersättas av andra kraftkällor. Lohner hade hört talas om en begåvad ung man, Bela Egger, en österrikisk pionjär inom elektroteknik. Efter några månader hade Porsche och Lohner konstruerat en el-bil som kallades Lohner-Porsche.
Den hade elektriska navmotorer på alla hjulen. Ett stort problem var räckvidden, då batterierna måste laddas om varje 50-60 km, vilket var ett problem i sig. Dessutom fanns inte möjlighet att erhålla laddningsström överallt. De utvecklade också en annan bil med "mixte-systemet", där en bensinmotor drev en generator, som i sin tur drev elmotorerna. En racerbil deltog i flera tävlingar med Porsche vid ratten. Systemet fungerade bra, men det var betydligt dyrare än konventionell drift. Patenten såldes 1906 till Emil Jellinek. 
Porsche var elektroingenjör och han hade en dröm om att göra en bil, som skulle kunna bli allas egendom. En bil som var liten, billig och lätt att reparera. Det var ingen tillfällighet att det var Porsche som fick uppdraget att utveckla den tyska folkbilen av nazistregimen. Redan vid sekelskiftet då han var 25 år, visade han sin första bil vid bilutställningen i Paris. Porsche var tekniskt begåvad och vid 30 års ålder blev han utvecklingschef vid Österrikes största bilföretag, Austro-Daimler. Porsches konstruktioner var alltid före sin tid, och det skapade ofta konflikter med firmans ledning. Det ledde till att han 1930 startade sin egen konstruktionsbyrå i Stuttgart. Där utvecklade han en rad nya idéer till Europas bilindustri.

## 1934
Under 1934 höll Ferdinand Porsche ett föredrag för Adolf Hitler angående folkvagnen, "Volkswagen". Hitler hade läst Porsches redogörelse, de höll timmeslånga samtal i frågan och Hitler visade skisser med sina egna synpunkter på saken. Till Porsches fördel var att han och hans personal åren före hade arbetat intensivt med bilens olika komponenter, som karosseri, motor, fjädring och även kompletta bilar. Det var bilar som Zündapp (provbil), Porsche typ 12, (1931/32) och NSU (provbil), Porsche typ 32 (1933/34), så det fanns alltså stora kunskaper i gruppen. Porsche hade anställt kompetenta medarbetare, som karosserispecialisten Erwin Komenda, chefsteknikern Karl Rabe, motorspecialisten Josef Kales, växellådsspecialisten Karl Frölich, och Josef Zahradnik som var expert på axlar och hjulupphängning. Ett stort problem var tillgången på aluminium, då bilen måste bli lätt och robust. Att bygga kaross eller chassi i det materialet kom aldrig på fråga, då det var alltför dyrt. Att tillverka motor och växellåda av lättmetall var däremot nödvändigt, Porsche hade sett hur Daimler-Benz fått problem med bilen 130H, vilken hade en stor gjutjärnsmotor bak. Man beslutade att elektron, en legering av magnesium, aluminium och zink, skulle användas till motor och växellåda. 1971 använde Volkswagenwerk 42 000 ton magnesium, den största användaren av metallen i världen.    
Den 22 juni 1934 undertecknades ett avtal, med Reichsverband der Automobilindustrie (RDA) vilket innebar, att Porsche inom 10 månader skulle ha den första prototypen färdig för tester hos RDA. För detta arbete skulle Porsche erhålla en summa av 20 000 Reichsmark per månad i 10 månader. Det var ett relativt högt belopp. Ferry Porsche mindes att den första prototypen skapades i Porsches egen hobbyverkstad hemma i privatvillan. Man köpte in två svarvar, en fräsmaskin, och en elektrisk borrmaskin. Pengarna även räckte till att avlöna 12 medarbetare. I slutet av året kom två nya medarbetare -  matematikern Josef Mickl och allroundmannen Franz Xavier Reimspiess.  Den första skissen med detaljer, SK 803 (Skizze Konstruktion) är daterad 28 april 1934. Porsche arbetade nu med två stora projekt. Den ena var Grand Prix-cirkusen med Auto-Unions racerbil, Hans Stuck vann 1934 tävlingen Der Große Preis von Deutschland på Nürburgring. Det andra projektet var utvecklingen av Volkswagen. Representerade i RDA var bland andra Adler, Hanomag, DKW, Opel, Daimler-Benz och Hansa-Lloyd. De flesta var skeptiska till hela idén, förmodligen rädda för konkurrens.

## 1935
Den första prototypen färdigställdes i hemlighet i oktober och bilen kunde köra för egen maskin.
Volkswagens karaktäristiska chassi och kaross blev patenterat i England under 1935 med patentummer 437633, registrerande personer var Ferdinand Porsche, Karl Rabe och Walter Boxan, en av Porsches ingenjörer. De tekniska ritningarna presenterades i tidningen "The Motor" 31 december 1935. Där kunde man se centralrörsramen, torsionsfjädringen, bakåtriktade främre bärarmar, bakre pendelaxlar och den svansmonterade motorn.

## 1936
I det intensiva förstadiet till VW2 hade man prövat tvåtakts- och fyrtaktsmotorer, 2- och 4-cylindriga motorer, radmotorer och boxermotorer. Det var vid den tidpunkten som ingenjören Franz Xavier Reimspiess kunde övertyga Prof. Porsche om att en luftkyld 4-cylindrig motor var det bästa valet. Motorn fanns redan, då Reimspiess hade konstruerat den för NSU till en bil som hette Porsche typ 32. Motorn fick reducerad slagvolym från 1,5 liter till 985 ccm och därmed var föregångaren till den klassiska Volkswagenmotorn född. 
1936 var tre prototyper klara för test och under en period från den 12 oktober till den 22 december hade bilarna kört 50 000 km Till slut hade de tre bilarna gått mer än 160 000 km. Porsches medarbetare körde 800 km om dagen och på natten blev bilarna om nödvändigt reparerade. 

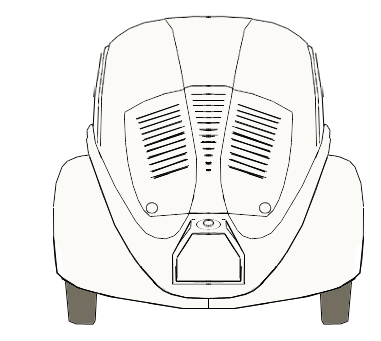
VW30

De första testbilarna hade bland annat dörrarna upphängda i bakkant, och var av lite olika utföranden med namn V1, V2 och V3. Den sista hade också fått namnet VW3. Under vintern 1936-37 tillverkades 30 bilar i tre varianter. Dessa  30 bilar kallades VW30. Förserien tillverkades av Daimler-Benz och karosserifirman  Reuter. De kördes sammanlagt omkring 240 000 mil. Varje bil hade två förare, som turades om att köra två dagsskift.  Bilarna testades på en provsträcka, som kördes många gånger. Det var blandad körning på motorvägar, på bergiga vägar i Schwarzwald och i Alperna. Denna stortest genomfördes på högsta tekniska nivå. Bilarna var utrustade med speciella Tachografer (mätutrustning med skrivare) så att det gick att se exakt hur många gånger man bromsade, hur mycket kopplingen användes, hur ofta växellådan användes och på vilket sätt. Det satte nya standarder för europeisk bilindustri. Det gav stora erfarenheter av kraftutnyttjande, effektutnyttjande och livslängd, både på enskilda komponenter och hela bilen.
Man hade stor nytta av de färdskrivare, som firman Kienzle just färdigställt. Många andra instrument kom från Kienzle, bland annat temperaturmätare. Man upptäckte då bland annat ett problem. 4:ans cylinder var varmare på alla bilarna, man mätte temperaturer upp till 184° C. Märkligt nog har det problemet blivit kvar ända in i våra dagar. Förmodligen är förklaringen, att den cylindern ligger i "lä" av oljekylaren och därför får sämre kylning.
Aldrig förr och sällan senare har en bilmodell blivit så grundligt utprovad.[källa behövs] Förarna till dessa provbilar kom från SS. Man hade redan tidigare med goda erfarenheter till förseriebilarna använt personal från SS. Porsche hade ställt som krav att förarna skulle vara skickliga, och att deras arbete skulle utföras på ett "vetenskapligt" sätt. Det var också viktigt att färdprotokollen fördes på ett noggrant och tekniskt sätt.

## 1937

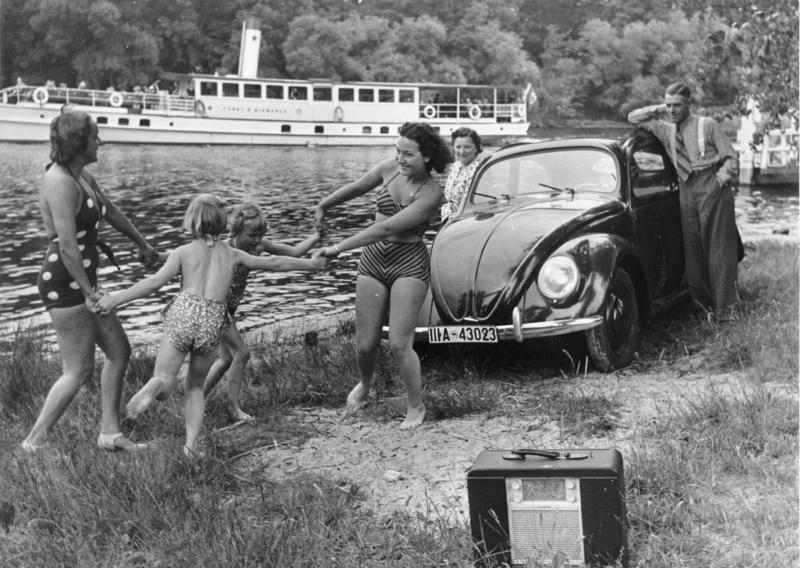
KdF-Wagen.

Det blev en del problem med vissa testförare, några hade inte nödvändig körerfarenhet, vilket innebar att flera olyckor inträffade med stora skador på provbilarna. Några var inblandade i krogslagsmål och andra disciplinära saker och fick problem med den lokala polisen. Summa summarum, det var stor omsättning av provförare och omkring trettio förare avskedades. 
Den tyska riksregeringen gav ledaren av den nazistiska Tyska Arbetsfronten Robert Ley i uppdrag att tillverka en "folkbil" och en tillhörande stad för arbetarna. Partitopparna grundade 28 maj företaget GEZUVOR, som skulle ordna detta. "Gesellschaft zur Vorbereitung des Volkswagen" ("Bolaget för Volkswagens förberedande") var det fullständiga namnet. Den 16 september 1939 blev namnet på företaget Volkswagenwerk GmbH och huvudkontoret förlades till Berlin fram till 1948.
På en fyra veckors omfattande resa till USA tecknade Ferry Porsche, Porsches son, flera kontrakt med amerikanska företag angående leveranser av verktyg och maskiner för Volkswagenwerks räkning. Han köpte in stora mängder med utrustning, vilket fick till följd att när fabrikslokalerna var klara, kunde de snabbt fyllas med maskiner. Ett problem med inköpen var den stora knappheten på kontanter. Han hade studerat masstillverkning av bilar hos Ford, men också försökt att få tag i tyska tekniker, som lämnat Tyskland tidigare, för att få dem att återvända hem och arbeta med VW-projektet. Det blev 15-20 tysktalande tekniker från Ford som anställdes för att starta den nya fabriken. Samtidigt under året blev de första ritningarna på fabriken färdiga.
Total produktion åren 1935-1937 var  33 limousiner och 2 cabrioleter (prototyper).

## 1938

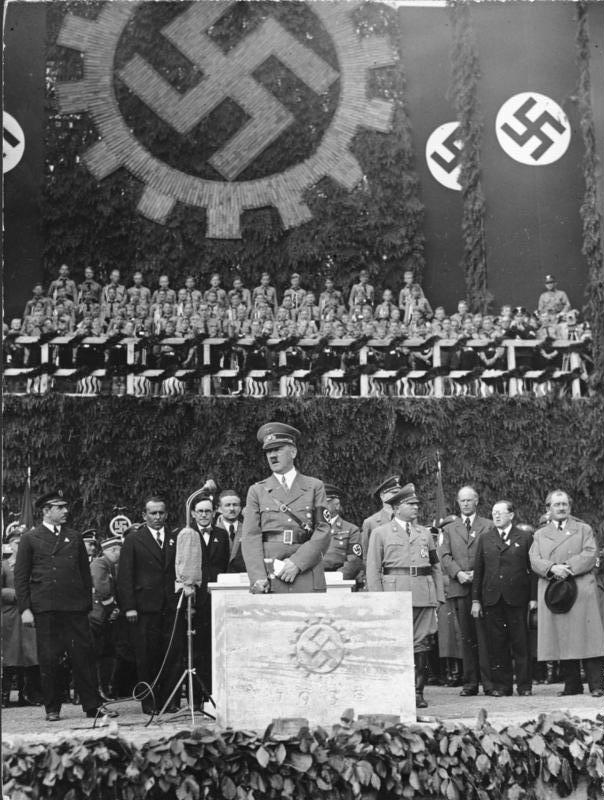
26 maj 1938: Adolf Hitler lägger grundstenen till Volkswagenwerk. TIll höger Ferdinand Porsche.

Fabriken (Vorwerk) i Braunschweig grundades av GEZUVOR den 1 mars 1938 alltså lite tidigare än huvudfabriken i Wolfsburg. Tanken var att skola och utbilda personal för senare jobb på Volkswagenwerk. Numera tillverkas framvagnar, bakvagnar, styrväxlar, bromsar, pedalställ, verktyg och plastdelar i den fabriken.  Den 26 maj, Kristi himmelsfärds dag, lade Adolf Hitler grundstenen till Volkswagenfabriken i närheten av byn Fallersleben i norra Tyskland.  Myndigheterna hade kommenderat ca 50 000 personer för att glorifiera "der Führer". Volkswagenwerk blev ett "statsmonopolkapitalistiskt" företag av ett helt unikt slag. 
"Fabriken skulle bli den modernaste bilfabriken i världen", sade Hitler. Visionen om en Volkswagen var ett gigantiskt nazistiskt propagandanummer. Planerna var redan då att åstadkomma en produktion av 500 000 bilar om året. Så startade byggandet av världens största bilfabrik under ett tak. Det var ingen liten verkstad som byggdes, den södra fasaden mot Mittellandkanal är 1300 meter lång. Bredden blev 256 meter. Man grävde också en stickkanal för mottagning av kol till kraftverket och råvaror till fabriken, med måtten 400 meters längd och 120 meters bredd. Baserat på erfarenheter och testresultat från vintern 1937, hade bilen testats och utvecklats, den var produktionsklar 1938. Då hade bilen fått sin slutgiltiga form och blev kallad VW38. Den var också omtalad som KdF-Wagen, "Kraft durch Freude", kraft genom glädje. Kraft durch Freude var nazisternas fritidsorganisation. Grundandet av "KdF-bilens stad", efter kriget döptes staden om till Wolfsburg, ägde rum den 1 juli 1938.
Den 6 oktober ändrades namnet officiellt från "Gezuvor" till Volkswagenwerk GmbH.

## 1939

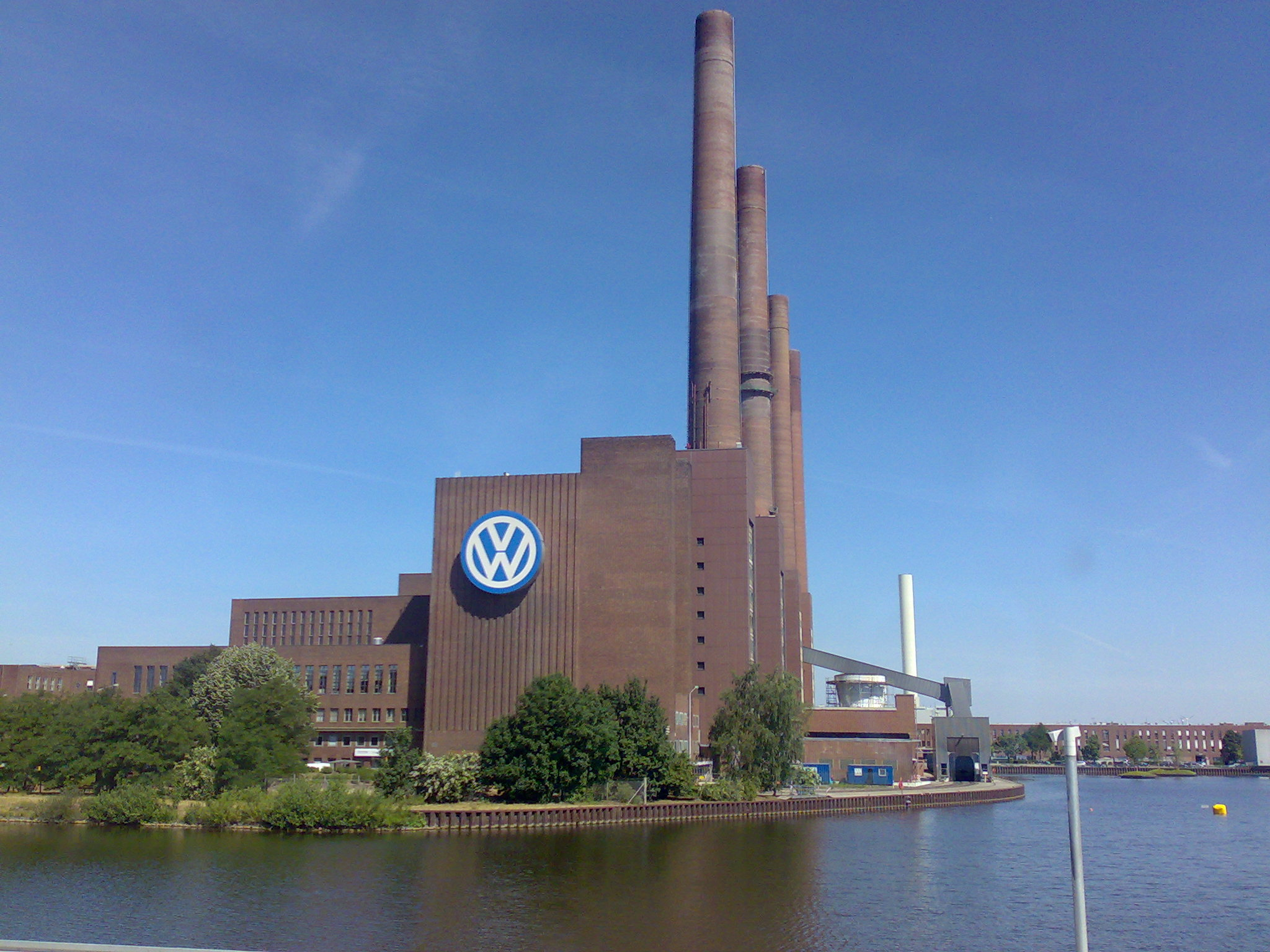
Volkswagenfabrikens kraftverk är k-märkt.

I april var fabriken klar för montering av produktionsverktyg etc. Den första "bubblan" var klar för provkörning i september. 
Den första bilen som levererades utanför organisationen gick till Adolf Hitler på hans 50-årsdag 20 april 1939. Den bilen var en cabriolet. Bil nr 2 gick till Hermann Göring. Även han fick en cabriolet.
Porsche och hans manskap hade redan 1938  börjat att bygga en speciell modell Typ 64 K, en sportbil helt baserad på VW-chassiet. Karosserikonstuktören Erwin Komenda hade besökt en tillverkare av aluminiumplåt, och han hade kommit fram till att om karossen var av aluminium så var den 45-50 procent lättare än den ordinarie karossen av vanlig plåt. Det beslutades att använda duralaluminium bland annat till handbromsspak, pedaler, rattstång och en del andra detaljer som kåpor och lock. Allt för att spara vikt. En annan metod att spara vikt var att ljuddämparen var tom inuti. Med den motoreffekt man hade, försökte man allt, till och med oljepåfyllningslocket var av aluminium. Motoreffekten uppgavs till 32-40 hk och toppfarten till 140 km/h. Bilen var klar den 16 augusti för att delta i en tävling Berlin-Rom på hösten 1939, men på grund av krigsutbrottet blev tävlingen inställd. Bilen var föregångaren till Porsche 356. 
I det under 1 augusti 1938 av Tyska Arbetsfronten inrättade sparprogrammet hade vid årets slut 170 000 sparansökningar registrerats. Det som var tanken med förfarandet var, att man ansökte om att få köpa en bil och man tecknade ett sparkonto.  Sparmärken kunde inköpas på kontoren till DAF, (Deutsche Arbeitsfront) och bankkontoren till Tyska arbetarbanken (Bank der Deutschen Arbeit), senare också på Dresdner Banks banklokaler. Insättningarna var 5 riksmark per vecka, den stora medelklass-gruppen hade på den tiden en genomsnittslön på 300-360 riksmark i månaden. En vanlig arbetare hade genomsnittsligt 26,50 riksmark i veckan. Så de som tecknade sig för sparprojektet var inte från arbetarklassen, som tänkt var. Det tråkiga var att ingen av dem, som sparade fick någon KdF-wagen. Kriget kom emellan. Till 1945 hade det influtit ca 280 miljoner RM på kontot. Porsches svärson Anton Piëch hade varit så "smart", att pengarna hade satts in på ett spärrat konto under hela kriget och bankkontot låg efter kriget i Östtyskland. Flera tusen personer kunde efter en rättslig process på 1960-talet få köpa en Volkswagen till ett förmånligt pris. Men för många tog det 30 år att få den förmånen. De som sparat till exempel 750 riksmark fick en rabatt på 600 DM vid köp av ny bil, eller 100 DM kontant.
Kriget satte stopp för vidare planer när det gällde civil produktion av bilar. Bolaget producerade bara 630 exemplar av "Bubblan" under åren 1940-10 april 1945. I stället blev det enbart militär tillverkning av en bil, som var baserad på "bubblan" - Typ 82 - ett slags terrängbil med högre markfrigång. Den kallades för "Kübelwagen" och tillverkades i ett antal av ca 37 320. Man producerade också en amfibiebil, "Schwimmwagen" utvecklad av Ferry Porsche år 1942. Den tillverkades i 14 276 exemplar. Totalt under perioden tillverkades det 66 285 olika fordon i Volkswagenverks lokaler i "Stadt der KdF-Wagen" (Wolfsburg).

## 1940
Under april månad startar produktion av krigsmateriel.
All civil produktion upphör under året. 
Total produktion 1938-1940: 47 sedaner, 6 cabrioleter (förseriebilar)